# Clostridia
Clostridia bezeichnet eine Klasse von überwiegend grampositiven, anaeroben bis aerotoleranten endosporenbildenden Bakterien. Die Klasse ist ausschließlich über die Sequenzanalyse der 16S rRNA definiert. Hinsichtlich Morphologie, Physiologie, Ökologie und Zellwandchemie ist sie äußerst vielgestaltig und weist keine Autapomorphien gegenüber den anderen Firmicutes auf; so umfasst sie beispielsweise neben grampositiven auch gramnegative Gattungen.
Die Klasse wurde bereits 2005 in Band 2 der zweiten Ausgabe von Bergey’s Manual of Systematic Bacteriology vorgeschlagen, aber erst 2009 in Band 3 beschrieben und 2010 über die Validation List des International Journal of Systematic and Evolutionary Microbiology (IJSEM) gemäß den Anforderungen des International Code of Nomenclature of Bacteria valide publiziert. Sie umfasst neben der artenreichsten Ordnung Clostridiales auch die Ordnungen Halanaerobiales, Natranaerobiales (einzige Familie: Natranaerobiaceae) und Thermoanaerobacteriales und einige bisher nicht näher klassifizierte Isolate.

## Liste der Ordnungen und Familien
Es folgt eine Liste einiger Ordnungen und Familien:
- Ordnung Euclostridiales Prévot 1953
  - Caldicoprobacteraceae Yokoyama et al. 2010
  - Clostridiaceae Pribram 1933
    - Gattung Clostridium Prazmowski 1880 (Clostridien im engeren Sinn) mit ca. 20 Gattungen
    - Gattung Sarcina Goodsir 1842
    - Gattung Paraclostridium Sasi Jyothsna et al. 2016

  - Eubacteriaceae Ludwig et al. 2010
  - Gracilibacteraceae Lee et al. 2010
    - Gattung Gracilibacter Lee et al. 2006

  - Heliobacteriaceae Madigan & Asao 2010 (nicht valide beschrieben im Sinne des International Code of Nomenclature of Bacteria)
  - Lachnospiraceae Rainey 2010
  - Peptococcaceae Rogosa 1971
  - Peptostreptococcaceae Ezaki 2010
    - Gattung Clostridioides Lawson et al. 2016

  - Syntrophomonadaceae Zhao et al. 1993
  - Vallitaleaceae
    - Vallitalea

  - Veillonellaceae Rogosa 1971
    - Gattung Megasphaera Rogosa 1971[3][4]
- Ordnung Halanaerobiales corrig. Rainey & Zhilina 1995
  - Halanaerobiaceae corrig. Oren et al. 1984
    - Gattung Halanaerobium Zeikus et al. 1984[5]

  - Halobacteroidaceae Zhilina & Rainey 1995
- Ordnung Natranaerobiales Mesbah et al. 2007
  - Natranaerobiaceae Mesbah et al. 2007
- Ordnung Oscillospiraceae
  - Gattung Ruminococcus
  - Gattung Ruminiclostridium
- Ordnung Thermoanaerobacterales Wiegel 2010
  - Thermoanaerobacteriaceae Wiegel 2010
    - Gattung Thermoanaerobacter Wiegel & Ljungdahl 1982 emend. Lee et al. 2007
    - Gattung Desulfovirgula Kaksonen et al. 2007
    - Gattung Moorella Collins et al. 1994

  - Thermodesulfobiaceae Mori et al. 2004

(Angegeben ist nur eine kleine Auswahl der Gattungen).
- Ordnung Tissierellales
  - Acidilutibacteraceae
  - Dethiosulfatibacteraceae
  - Gottschalkiaceae
  - Sedimentibacteraceae
  - Tissierellaceae

In unsicherer Stellung innerhalb der Klasse stehen:
- Spezies Epulopiscium fishelsoni corrig. Montgomery & Pollak 1988 (eine sehr große, polyploide Bakterienart)
- Spezies Anaerovirgula multivorans Pikuta et al. 2006
- Spezies Desulforudis audaxviator Chivian et al. 2008